# Поборчий, Александр Павлович
Александр Павлович Поборчий (укр. Поборчий Олександр Павлович; 20 октября 1908, Донецкая область — 24 апреля 1984, Киев) — советский строитель, Герой Социалистического Труда (1958).

## Биография
Родился 20 октября 1908 года на территории нынешней Донецкой области.
Обучался в школе фабрично-заводского обучения в Луганске (1920—1923).
Работал слесарем на заводах в Луганске и Жданове (ныне Мариуполь), затем — мастером, прорабом, старшим прорабом в тресте «Домнастрой» в Жданове. Во время работы в Мариуполе жил в доме по улице Энгельса, который существует до сих пор.
В 1934—1938 годах продолжил своё образование во Всеукраинском заочном институте технического образования в Харькове. Затем был начальником строительства мартеновского цеха на заводе «Азовсталь» (1939—1941), управляющим трестом «Азовстальстрой».
В июне 1941 года — уполномоченный «Наркомстроя» по эвакуации Криворожского металлургического завода на Урал. Трудился в тресте «Тагилстрой» (Нижний Тагил) в должности заместителя главного инженера.
С сентября 1943 года возглавил восстановление металлургического завода «Азовсталь». В 1946—1953 годах — управляющий трестами «Запорожстрой» и «Криворожстрой». В 1953—1967 годах — начальник комбината «Кривбасстрой».
В 1967—1976 годах — заместитель министра строительства предприятий тяжёлой индустрии Украинской ССР.
Занимался общественной деятельностью. Избирался депутатом Верховного Совета УССР 2—5 созывов (1947—1963). Был членом КПСС, на XVI, XVII и XVIII съездах КП Украины выбирался в члены Центрального комитета.
В 1976 году вышел на пенсию, персональный пенсионер союзного значения.
Умер 24 апреля 1984 года в Киеве, похоронен на Байковом кладбище.

## Награды
- Медаль «Золотая Звезда» (09.08.1958);
- дважды Орден Ленина (17.01.1950; 09.08.1958);
- пять раз Орден Трудового Красного Знамени (07.06.1947, 23.01.1948, 25.05.1953, 11.08.1966, 25.08.1971);
- Орден «Знак Почёта» (09.01.1943);
- Заслуженный строитель Украинской ССР (1965);
- Почётная грамота Президиума Верховного Совета УССР.

## Память
- Имя на Стеле Героев в Кривом Роге.